# Włodzimierz Nahorny

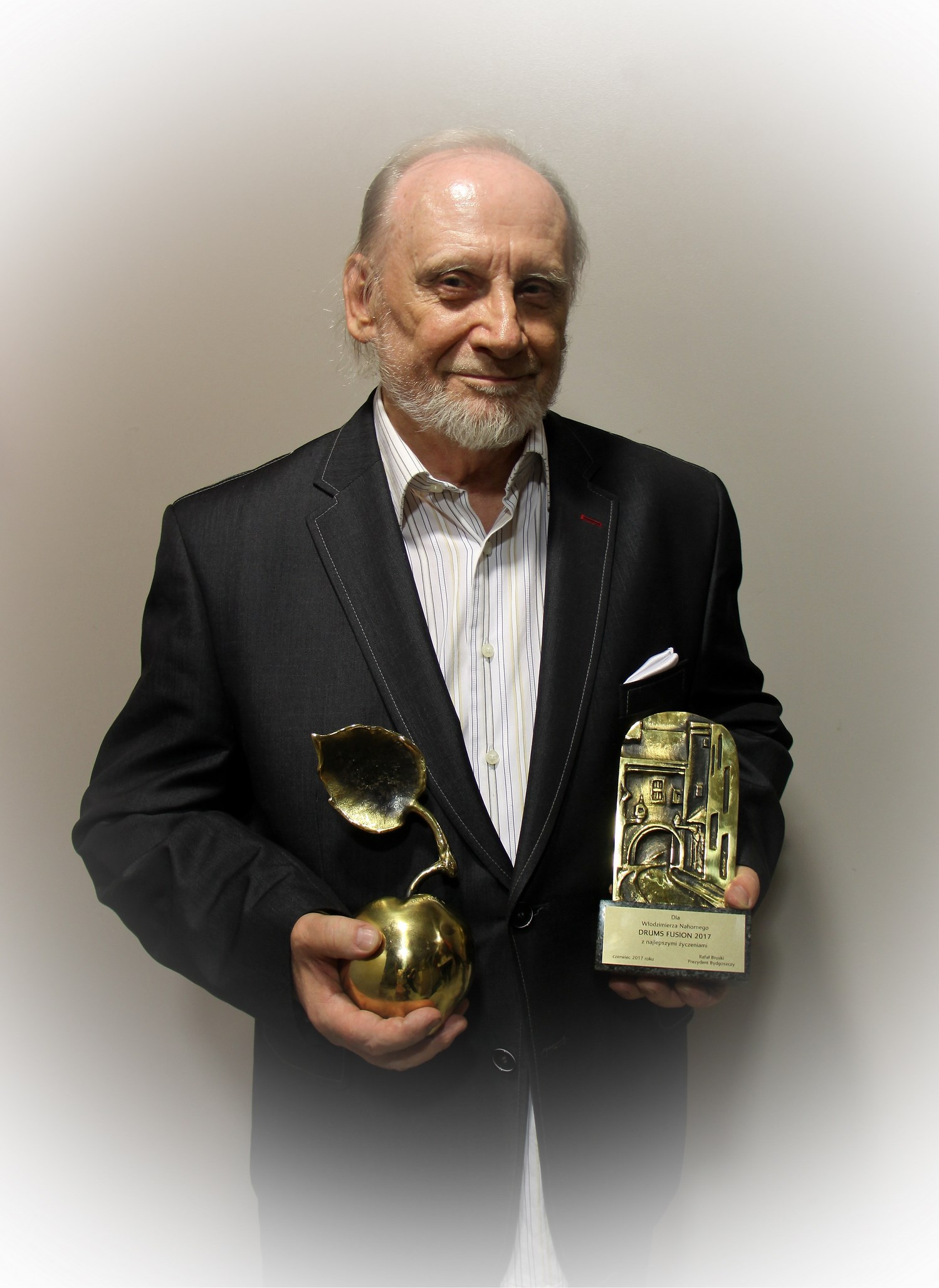
Włodzimierz Nahorny (2017)

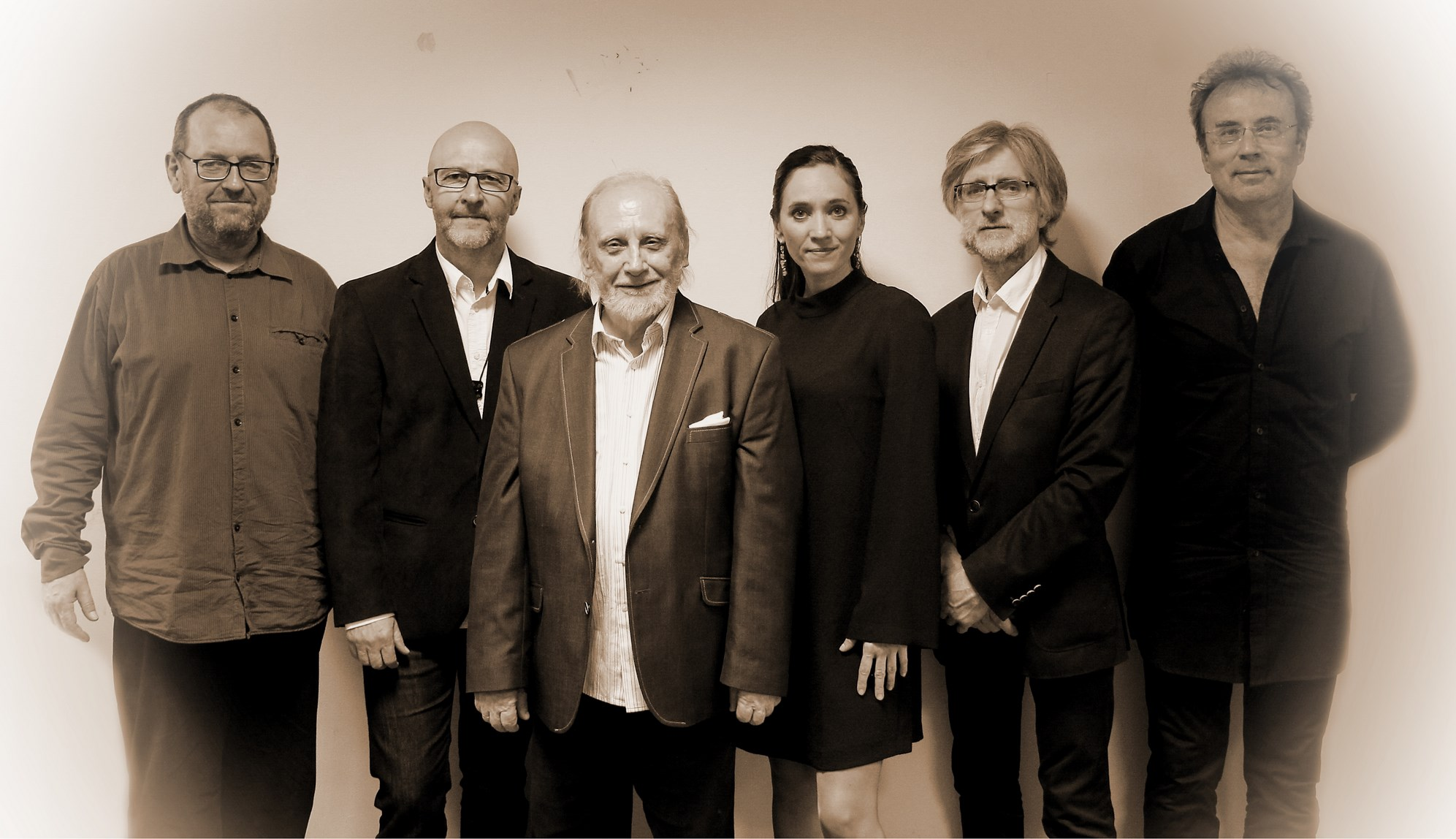
Włodzimierz Nahorny Sextet (2017) (Mariusz Bogdanowicz, Wojciech Staroniewicz, Włodzimierz Nahorny, Dorota Miśkiewicz, Henryk Gembalski, Piotr Biskupski)

Włodzimierz Andrzej Nahorny (* 5. November 1941 in Radzyń Podlaski) ist ein polnischer Altsaxophonist und Pianist des Modern Jazz, der auch als Filmkomponist hervorgetreten ist.

## Leben und Wirken
Nahorny ist seit 1959 als Musiker aktiv. Ab 1960 studierte er Klarinette an der Staatlichen Musikhochschule von Sopot; dort machte er als Pianist der North Coast Combo (später dann als deren Saxophonist) erste Jazzerfahrungen. 1965 leitete er erfolgreich ein eigenes Trio, trat aber zudem in der Band von Andrzej Trzaskowski auf dem Jazz Jamboree auf. 1966 gastierte er mit seiner Gruppe in der Bundesrepublik Deutschland, unter anderem auf dem Festival Jazz Ost-West, aber auch in der DDR, Ungarn, Dänemark und Norwegen. 1967 war er im Free Jazz angekommen und spielte im Trio mit Jacek Ostaszewski und Sergiusz Perkowski das Album Heart ein. Im folgenden Jahrzehnt spielte er mit der Bluesrock-Band Breakout und mit Boško Petrović (Berliner Jazztage 1971), legte eher konventionelle Produktionen unter eigenem Namen vor und begleitete die polnische Gesangsformation Novi Singers sowie die Sängerin Marianna Wróblewska auf mehreren Alben. Seit den 1990er Jahren verknüpfte er Kompositionen der klassischen Kunstmusik mit Jazz. Sein Sextett nahm mehrere Alben auf, die einzelnen polnischen Komponisten gewidmet wurden. Die Alben mit seinen Jazzbearbeitungen ausgewählter Melodien von Karol Szymanowski (Mity) und Fryderyk Chopin (Fantazja Polska) wurden zum wichtigsten polnischen Musikerpreis Fryderyk nominiert. Auch komponierte er für das Theater und den Film und legte gemeinsam mit Bogdan Loebl zwei Alben mit Weihnachtsliedern vor.

## Preise und Auszeichnungen
Auf dem Festival Jazz nad Odrą (Jazz an der Oder) 1965 wurde Nahorny mit seinem Trio als beste Gruppe des modernen Jazz ausgezeichnet. 1967 wurde ihm von Duke Ellington der Preis als bester Solist des Internationalen Jazzfestivals Wien überreicht; im gleichen Jahr wurde er von der europäischen Zeitschrift Jazz Forum als „Musiker des Jahres“ geehrt. 1972 und 1973 wurde er auf dem Polnischen Songfestival ausgezeichnet. 1974 und 1986 wurde er als „verdienter Kulturaktivist“ hervorgehoben. 1997 erhielt er den Grand Prix Jazz Melomani, im Jahr 2000 den polnischen Musikpreis Fryderyk in der Sparte Jazzmusiker.

## Diskographische Hinweise
- Jan Tomaszewski Big Band Jazz Jamboree '62 (1962)
- Andrzej Trzaskowski Seant (1966)
- Andrzej Kurylewicz Ten + Eight (1967)
- Włodzimierz Nahorny Trio Heart (1967)
- Jan Ptaszyn Wróblewski Jazz Studio Orchestra of Polish Radio (1969, mit Zbigniew Namysłowski, Janusz Muniak, Tomasz Stańko, Jerzy Milian, Bronisław Suchanek, Janusz Stefański)
- Breakout Na drugim brzegu tęczy (1969)
- Breakout 70A (1970)
- Włodzimierz Nahorny Jej portret (1973)
- Nowe Twarze Nowe Głosy (1976)
- Włodzimierz Nahorny & Jego Orkiestra Obejmij Mnie (1991)
- Nahorny, Woliński – Ich portret (1995)
- Włodzimierz Nahorny Mity (1997)
- Włodzimierz Nahorny Fantazja Polska (2000)
- Włodzimierz Nahorny Śpiewnik Nahornego (2003)
- Włodzimierz Nahorny & Bogdan Loebl Cicho, cicho pastuszkowie Blue Note 2007
- Włodzimierz Nahorny & Bogdan Loebl Pogadaj ze mną Agora 2008